# Вулиця Лісництва (Черкаси)
Вулиця Лісни́цтва — одна з вулиць у місті Черкаси. Знаходиться у мікрорайоні Дахнівка.

## Розташування
Вулиця простягається від вулиці Канівської на південний схід до лісового масиву Черкаського бору.

## Опис
Вулиця неширока та асфальтована, по лівому боці розташоване Дахнівське лісництво.

## Історія
Вулиця називається через розташування на ній Дахнівського лісництва.